# IV. Oszorkon
IV. Oszorkon (uralkodói nevén Uszermaatré) ókori egyiptomi fáraó volt a harmadik átmeneti kor vége felé. Hagyományosan a XXII. dinasztia utolsó uralkodójának tartják. Hatalma nem nagyon terjedt túl az alsó-egyiptomi Tanisz és Bubasztisz környékén. Feltehetőleg, bár nem teljes bizonyossággal azonos az asszír forrásokban szereplő Silkanni és a Bibliában említett Szo nevű királlyal.
Az ókori Egyiptom történelmének egyik legkaotikusabb korszakában uralkodott, amikor az ország területe több részre szakadt. A Nílus-delta vidéke kisebb líbiai királyságokra és a meswes törzsfők uralta területekre oszlott. Oszorkon a taniszi uralkodók utolsó örököseként ennek a vidéknek a legkeletibb részét örökölte, azt, amelyik a leginkább belekeveredett a politikai és háborús zűrzavarba, amely nem sokkal később kitört a Közel-Keleten. Uralkodása alatt szembesülnie kellett a Dél felől érkező núbiai hódító, Piye csapataival, végül be is kellett hódolnia neki, keleti határain pedig az Újasszír Birodalom egyre növekvő fenyegetésével kellett szembenéznie.

## Uralkodása

### Trónra lépése
IV. Oszorkon i. e. 730 körül lépett trónra Taniszban. A korábbi elképzelések szerint a XXII. dinasztiához tartozó, hosszú ideig uralkodó V. Sesonkot követte, aki talán az apja volt. 1970-ben azonban Karl-Heinz Priese a XXIII. dinasztia alsó-egyiptomi ágához sorolta Oszorkont, a kevéssé ismert II. Pedubaszt uralkodása utánra, és elképzelése több tudósban is támogatóra lelt. Oszorkon anyja, akit Szahmet istennő egy elektrumból készült aegisze nevez meg (ma a Louvre-ban) III. Tadibaszt volt. Oszorkon uralma csak Tanisz és Bubasztisz környékére terjedt ki, a Nílus-delta keleti részén. Szomszédai líbiai fejedelmek és meswes törzsfők voltak, akik tőle függetlenül uralkodtak kis területükön.

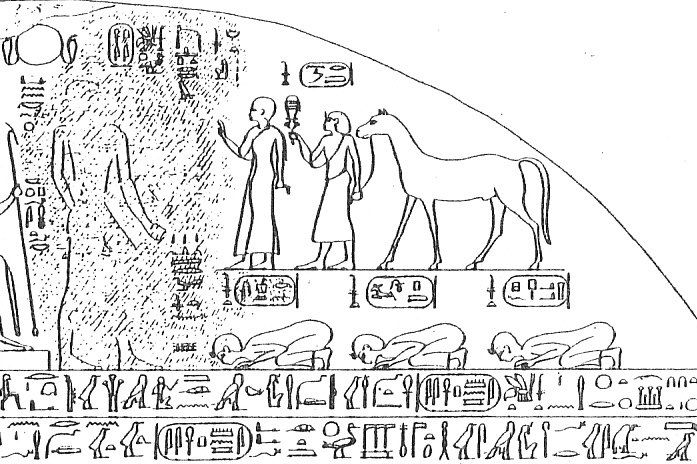
Piye győzelmi sztéléjének részlete. IV. Oszorkon a baloldali a leboruló királyok közt.

I. e. 729/28 körül, nem sokkal trónra lépte után Oszorkonnak szembe kellett néznie Piye núbiai (kusita) király Egyiptomot meghódító hadjáratával. Más, alsó- és közép-egyiptomi uralkodókkal – főleg a hermopoliszi Nimlottal és a leontopoliszi II. Juputtal – Oszorkon is csatlakozott a Tefnaht vezette koalícióhoz, amely szembeszállt Piyével. A núbiai hódítót azonban nem lehetett megállítani, és a vele szembenállók egymás után estek el, így Oszorkon úgy döntött, a héliopoliszi Ré-templomba megy és személyesen hódol be Piyének. Hamarosan a többi uralkodó is követte. Mint arról győzelmi sztéléjén beszámol, Piye elfogadta megadásukat, de sem Oszorkon, sem a többi uralkodó nagy része nem léphetett a színe elé, mert nem voltak körülmetélve és halat ettek, ezek pedig a núbiaiak szemében elítélendőek voltak. Oszorkon és a többiek megtarthatták korábbi területeiket.

### Az asszír fenyegetés

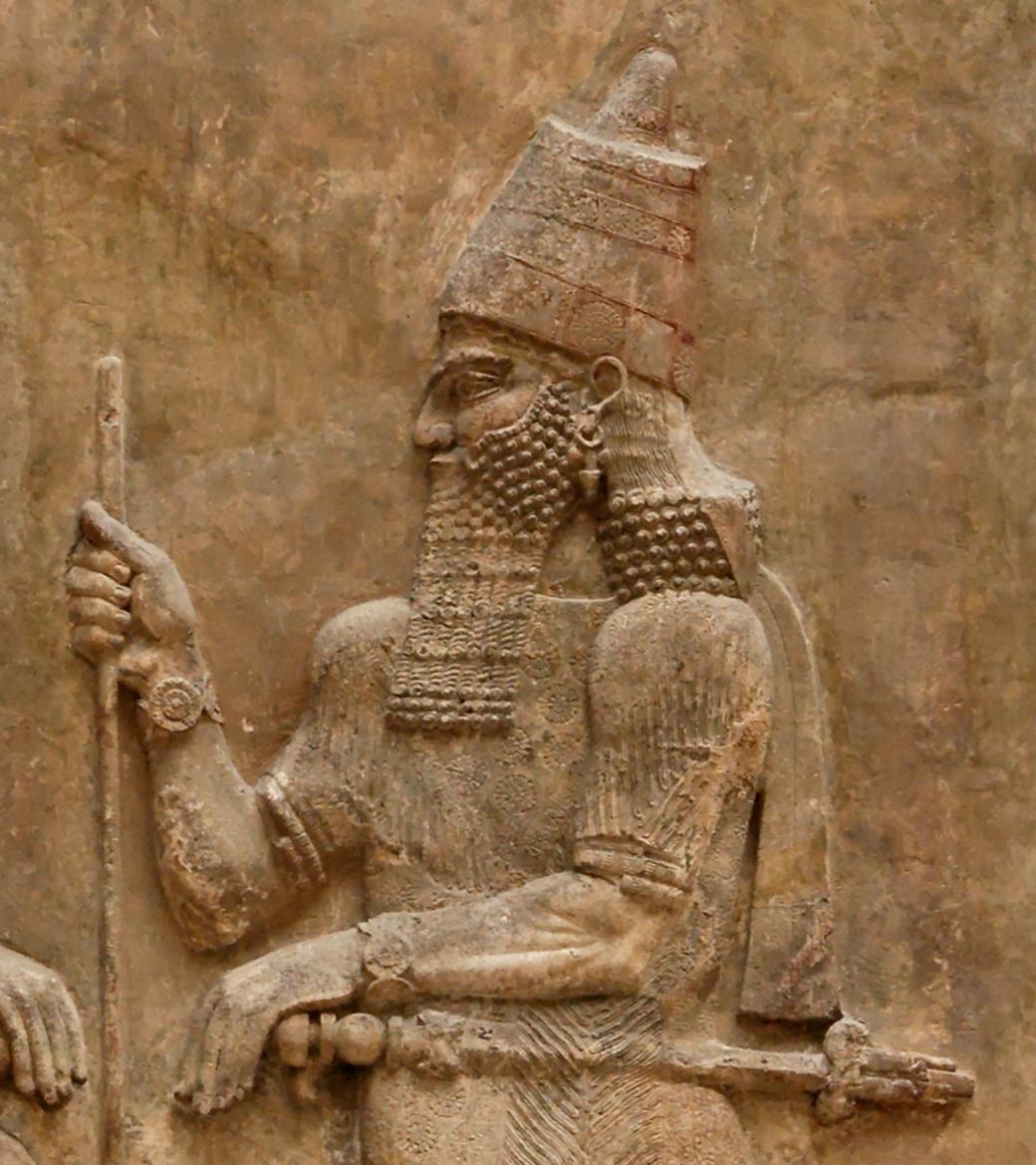
II. Sarrukín, Oszorkon asszír ellenfele

I. e. 726/25-ben Hóséa, Izrael utolsó királya fellázadt V. Salmaneszer asszír király ellen, aki éves adót követelt tőle. A bibliai Királyok második könyve szerint Szo, Egyiptom királya segítségét kérte, aki valószínűleg IV. Oszorkonnal azonos. Ismeretlen okból – talán mert semleges akart maradni a hatalmas Újasszír Birodalommal szemben, talán mert nem volt ereje vagy lehetősége rá – Szo nem segített Hóséának, akit Salmaneszer ezután legyőzött és elmozdított. Izrael királysága megszűnt, számos lakóját fogolyként Asszíriába vitték, területüket asszír és babiloni telepesek foglalták el.
I. e. 720-ban Palesztinában lázadás tört ki az új asszír uralkodó, II. Sarrukín ellen, a gázai Hanno király (más néven Hanun vagy Hanuna) vezetésével, aki „Muszri uralkodója, Pir'u” segítségét kérte – ez nagy valószínűséggel azt jelenti: „Egyiptom fáraója”, és IV. Oszorkonra utal. Az asszír források beszámolnak arról, hogy az egyiptomi király küldött egy Re'e vagy Re'u nevű parancsnokot (turtanu) (akinek egyiptomi neve Raia volt, bár korábban Szibʾeként olvasták), valamint csapatokat is, hogy segítsen szomszédján és szövetségesén. A koalíciót azonban Raphiánál legyőzték, Reʾe visszamenekült Egyiptomba, Raphiát és Gázát kifosztották, Hannót pedig megégették az asszírok.
I. e. 716-ban II. Sarrukín majdnem elért Egyiptom határaiig. Oszorkon (az asszír forrásokban Silkanni), aki most már közvetlenül érezte az asszír fenyegetést, óvatos diplomáciai lépéssel élt: Egyiptom határánál (nagy valószínűséggel el-Arís közelében) személyesen találkozott az asszír királlyal, és ajándékot adott neki, melyet maga Sarrukín így írt le saját szavaival: „tizenkét nagy egyiptomi ló, melyhez hasonló nincs Asszíriában”. Az asszír király elfogadta az ajándékot és nem indított háborút IV. Oszorkon ellen.

### Halála
IV. Oszorkonnak i. e. 716 utáni említése nem ismert. Egyes régészeti leletek arra utalnak, hogy nem sokkal ez után az idő után Bakenranef, a XXIV. dinasztia uralkodója terjeszkedni kezdett kelet felé, és legyőzte a taniszi Oszorkont. I. e. 712-ben Piye utóda, Sabataka észak felé vonult és legyőzte Bakenrenefet. Mikor nagyjából ugyanebben az évben Iamani, Asdód királya menedéket kért Egyiptomban II. Sarrukín elől, Sabataka már az ország egyedüli uralkodója volt, és láncra verve küldte vissza Iamanit az asszíroknak. IV. Oszorkon eddigre már valószínűleg meghalt.
Pár évvel később egy bizonyos Gemenefhonszbak, aki talán az eddigre már nem létező XXII. dinasztia leszármazottja volt, fáraói titulatúrát vett fel és Tanisz uralkodója lett.

## Azonossága Silkannival és Szóval
A Silkanni név valószínűleg az (U)silkan, azaz Oszorkon változata, vagyis IV. Oszorkonra utal. Ezt először William F. Albright vetette fel 1956-ban. Ezt az azonosítást számos tudós elfogadja, más tudósok azonban bizonytalanok vagy szkeptikusak. Silkannit az asszírok „Muszri királyaként” említik; ezt a helyet, melyet Hans Alexander Winckler korábban észak-arábiai országnak hitt, mára teljes bizonyossággal azonosították Egyiptomként. Ugyanígy az a „Pir'u, Muszri királya”, akitől a gázai Hanno segítséget kért i. e. 720-ban, csak Oszorkon lehetett. A bibliai Szo király személyazonossága kevésbé biztos. Számos tudós azt tartja a legvalószínűbbnek, hogy (O)szo(rkon) nevének rövidítése, de páran támogatják azt az elképzelést is, amely szerint Szo Szaisz városát jelenti, így Tefnahtról van szó.

## Említései

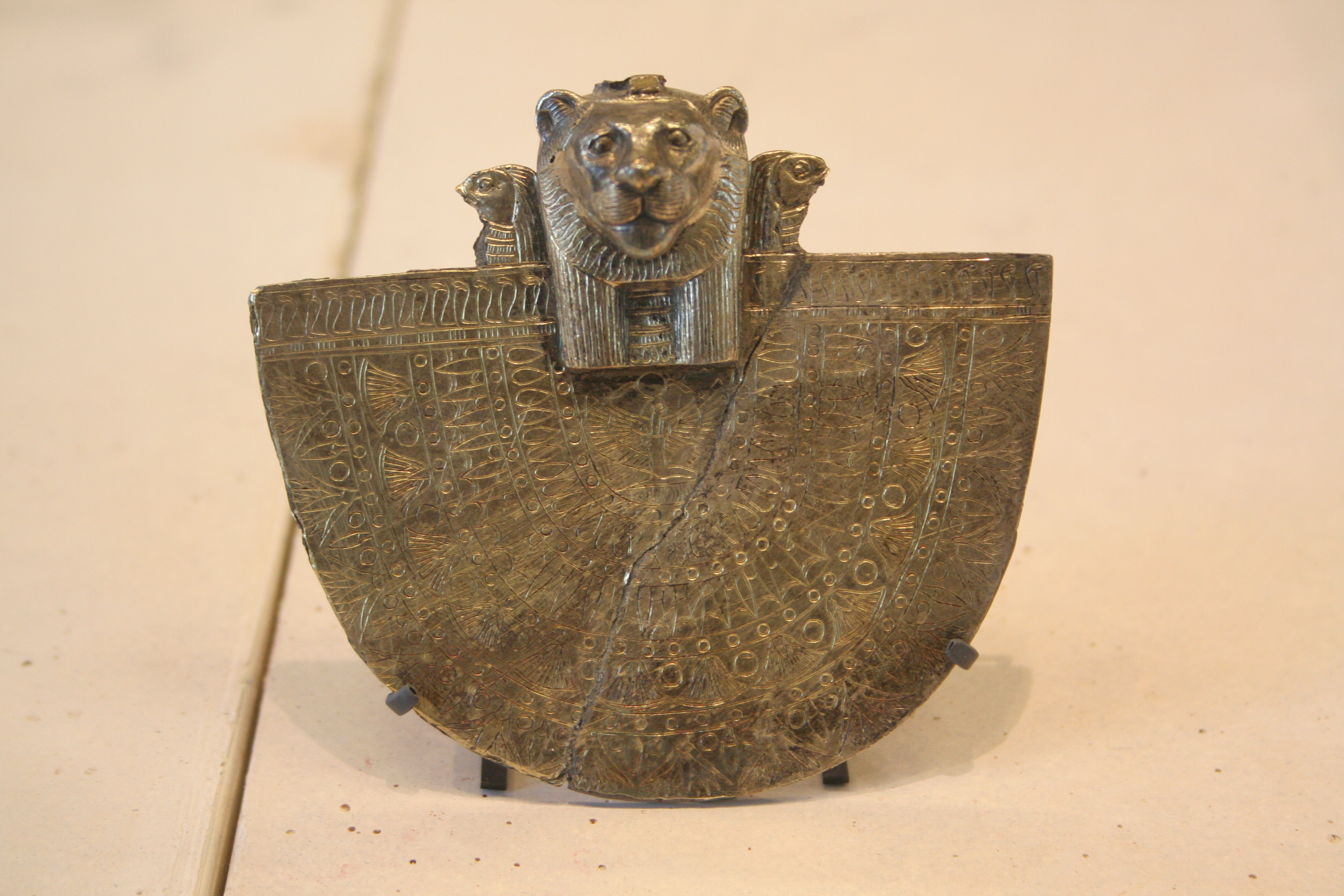
Szahmet kis aegisze Oszorkon és Tadibaszt nevével (Louvre)

IV. Oszorkon asszír forrásokból (ahol Silkanni és más neveken említik) és a bibliai Királyok könyvéből (Szo királyként) ismert. Manethón nem említi. Kétségkívül ő szerepel Piye győzelmi sztéléjén, amelyen Piye előtt borul le más, a núbiai király által legyőzött uralkodókkal együtt. Szintén majdnem teljes biztossággal őt említi a korábban említett Szahmet-aegisz, melyet Bubasztiszban találtak, és egy bizonyos Oszorkon királyt, Tadibaszt királyné fiát említi – mivel a többi, Oszorkon nevű uralkodó anyja neve ismert, Tadibaszt csak IV. Oszorkon anyja lehetett.

### Uralkodói neve
Oszorkon uralkodói nevét sokáig Aaheperré Szetepenamonnak hitték, mert több lelet említ egy ezzel az uralkodói névvel rendelkező, Oszorkon nevű fáraót – köztük egy fajanszpecsét és relieftöredék (mindkettő a leideni Rijksmuseum van Oudhedenben), ezt azonban Frederic Payraudeau 2000-ben megkérdőjelezte; szerinte ezek a leletek inkább egy korábban élt Aaheperré Oszorkont említenek, mégpedig a XXI. dinasztiához tartozó Oszorkont, az őst. Ezzel arra utalt, IV. Oszorkon valódi uralkodói neve nem ismert. 2010/11-ben egy francia expedíció a taniszi Mut-templomban két kőtömbre bukkant, melyeken egy bizonyos Uszermaatré Oszorkon(u) király reliefjei láthatóak. A királyt archaizáló stílusban ábrázolják. A reliefeket eredetileg III. Oszorkon ábrázolásainak tartották, de Aidan Dodson 2014-ben a relief és az uralkodó neve alapján cáfolta, hogy ez a király azonos lenne a már ismert Uszermaatré Oszorkon nevű uralkodókkal (II. és III. Oszorkonnal), és kijelentette, hogy IV. Oszorkonról és valódi uralkodói nevéről van szó. Egy régóta ismert, archaizáló fajanszszobrocska-töredék, amely Memphiszből került elő és ma a londoni Petrie Múzeumban található (UC13128), szintén Uszermaatré király nevét viseli; több különböző uralkodónak is tulajdonították, Piyétől Rudamonon át még a XXVIII. dinasztia uralkodójáig, Amonardiszig, de lehetséges, hogy IV. Oszorkont ábrázolja.

## Fordítás
- Ez a szócikk részben vagy egészben  az   Osorkon IV című angol Wikipédia-szócikk ezen változatának fordításán alapul.  Az eredeti cikk szerkesztőit annak laptörténete sorolja fel. Ez a jelzés csupán a megfogalmazás eredetét és a szerzői jogokat jelzi, nem szolgál a cikkben szereplő információk forrásmegjelöléseként.